# Busalla

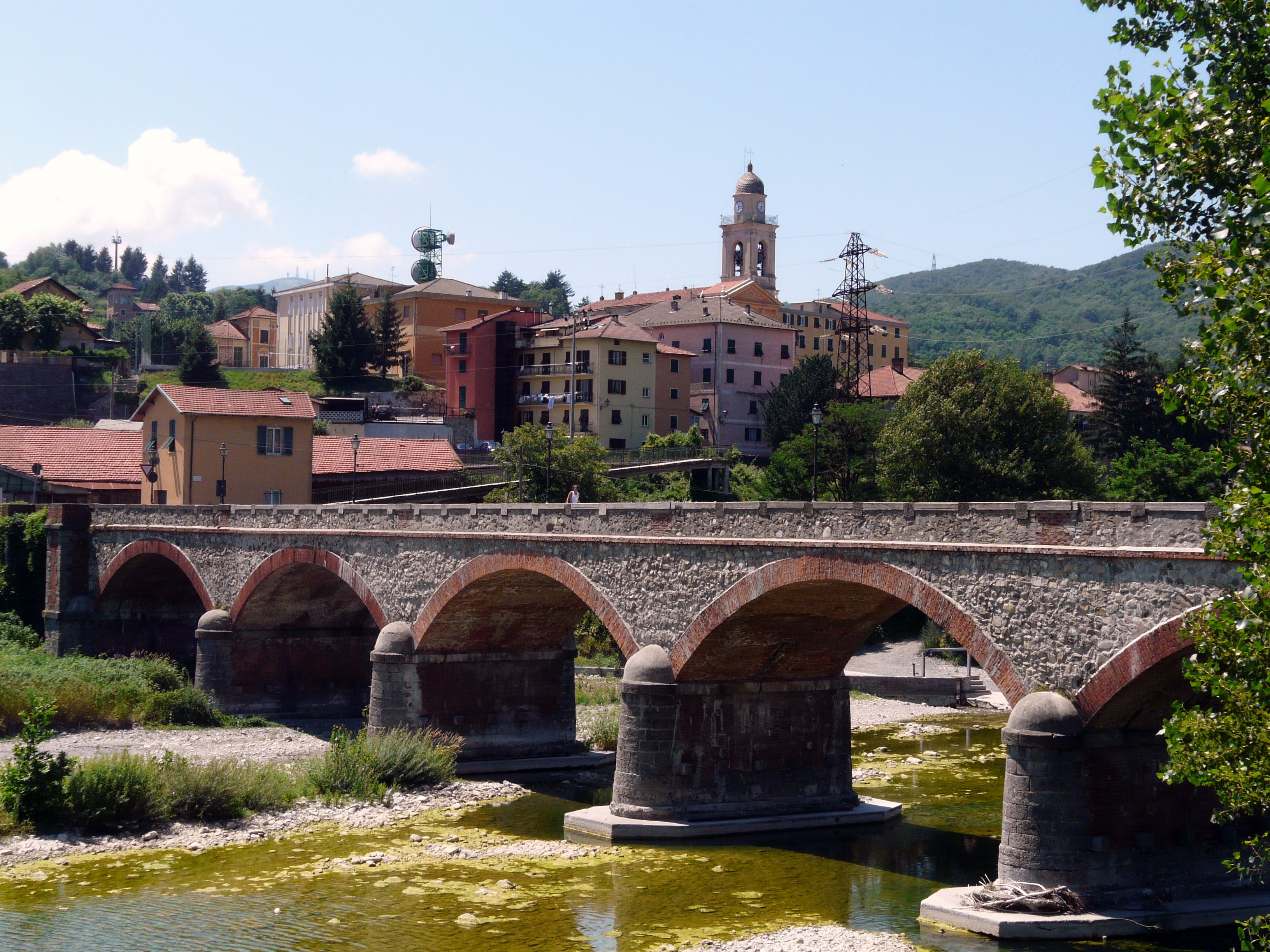
Vista de Busalla

Busalla es una localidad y comune italiana de la provincia de Génova, región de Liguria, con 5.901 habitantes.

## Evolución demográfica
| Gráfica de evolución demográfica de Busalla entre 1861 y 2001 |
|                                                               |
| Fuente ISTAT - elaboración gráfica de Wikipedia               |